# Exocentrus respersus
Exocentrus respersus är en skalbaggsart som beskrevs av Holzschuh 1995. Exocentrus respersus ingår i släktet Exocentrus och familjen långhorningar. Inga underarter finns listade i Catalogue of Life.